# Kosmos 419
Kosmos 419 foi a designação técnica de uma missão espacial do Programa Marte lançada em 10 de Maio de 1971 pela União Soviética com a intenção de explorar Marte. Uma falha ocorrida no último estágio do foguete Proton-K, um tipo D, fez com que ele entrasse numa órbita baixa, e reentrou na atmosfera dois dias depois, em 12 de Maio de 1971.